# محمد رضا معارف
محمد رضا معارف (انگلیسی: Mohamed Reda Maarif؛ زادهٔ ۲۸ مارس ۱۹۹۰) بازیکن فوتبال است.